# Gąbinek
Gąbinek – wieś w Polsce położona w województwie kujawsko-pomorskim, w powiecie włocławskim, w gminie Lubanie.
Wieś duchowna, własność kapituły włocławskiej, położona była w II połowie XVI wieku w powiecie brzeskokujawskim województwa brzeskokujawskiego. W latach 1975–1998 miejscowość administracyjnie należała do województwa włocławskiego. Według Narodowego Spisu Powszechnego (III 2011 r.) liczyła 204 mieszkańców. Jest dziesiątą co do wielkości miejscowością gminy Lubanie.
Gąbinek w drugiej połowie XVI w. był własnością kapituły włocławskiej. Około 1634 r. wymieniony w źródłach wraz z młynami Kucerz i Kawka. W 1779 mieszkało tam 93 ludzi. Rok później oprócz wsi wymieniony jest folwark należący również do kapituły włocławskiej. Prace archeologiczne dowiodły śladów osadnictwa z okresu wpływów rzymskich.